# Italský protektorát v Albánii (1939–1943)
Italský protektorát v Albánii, oficiálně Albánské království (albánsky Mbretëria Shqiptare, italsky Regno d'Albania), také nazývané jako Velká Albánie, byl v letech 1939–1943 stát ovládaný fašistickou Itálií, která jeho území okupovala od roku 1939. Bylo s ní spojeno také personální unií, kdy byl jejím králem oficiálně italský král Viktor Emanuel III., zatímco vládu vedli italští guvernéři.
Albánie v této době nebyla nezávislým státem, ale autonomní součástí Italské říše. Po německo-italské Invazi do Jugoslávie se součástí tohoto protektorátu staly i Albánci osídlená okolní území, většina území moderního Kosova a okrajové části moderní Černé Hory, Severní Makedonie a Srbska. Záhy poté byla připojena i malá Albánci osídlená část řeckého Epiru.

## Historie
S invazí do Albánie započala fašistická Itálie 7. dubna 1939, necelých pět měsíců před vypuknutím druhé světové války. Po krátkém boji, v němž albánské jednotky předvedly nedostatečnou obranu, byla 10. dubna 1939 prakticky celá Albánie okupována. K invazi došlo, protože italský diktátor Benito Mussolini požadoval přímou kontrolu Albánie, aby dosáhl rozšíření svojí říše, neboť ukrutně žárlil na nacistické Německo, které anektovalo Rakousko a okupovalo České země. 9. dubna 1939 Albánský král Zog I., jenž byl předtím od roku 1925 spojencem Itálie, která ho dřív podporovala, uprchl s celou svojí rodinou do sousedního Řecka a nakonec do Londýna, protože se nechtěl stát italskou loutkou. 12. dubna 1939 albánský parlament odhlasoval sesazení krále Zoga I. a spojení Albánie s Itálií formou personální unie, přičemž albánskou korunu nabídl italskému králi Viktoru Emanuelovi III. Parlament také zvolil Shefqeta Beje Verlaciho předsedou vlády. Verlaci kromě toho pět dní zastával i funkci hlavy státu než Viktor Emanuel III., na ceremoniálu v římském paláci Quirinale, přijal albánskou korunu. Albánie přestala existovat jako nezávislý stát a stala se autonomním italským protektorátem, podobným německému Protektorátu Čechy a Morava, v němž Itálie připravovala eventuální kolonizaci a asimilaci zdejšího obyvatelstva. Viktor Emanuel III. byl oficiálně albánským králem až do svojí abdikace 25. července 1943. Albánii i nadále vládla albánská civilní vláda, v jejímž čele stáli italští guvernéři. 15. dubna 1939 Albánie vystoupila ze Společnosti národů. Shefqet Bej Verlaci, jenž byl ve funkci prvního předsedy vlády, měl na starosti každodenní záležitosti italského protektorátu. 3. prosince 1941 byl pak ve funkci nahrazen Mustafou Merlikem-Krujou.
Albánie byla pro italské nacionalisty fašistického smýšlení významná kulturně a historicky, neboť byla dlouho součástí Římská říše a to ještě před tím, než Římané ovládli severní Itálii.[zdroj⁠?!] Později ve středověku byly některé pobřežní oblasti (například Durazzo) řadu let součástí Benátské republiky (Benátská Albánie).
Od samého počátku byly zahraniční záležitosti Albánie, cla a přírodní suroviny pod přímou kontrolou Itálie. Veškeré albánské zásoby ropy proudily přes italskou státní ropnou společnost Agip. Loutková Albánská fašistická strana se stala vládnoucí stranou a italští fašisté umožňovali italským občanům osídlovat Albánii, vlastnit zde pozemky, aby je postupně přeměnili v italskou půdu.
Nadvláda nad Albánií poskytovala Itálii na Balkáně strategickou pozici. Toho v říjnu 1940 využil během řecko-italské války italský diktátor Benito Mussolini při své neúspěšné invazi do Řecka. Mussolini plánoval povést invazi do Řecka i jiných států v oblasti, například do Jugoslávie, aby poskytl Itálii nadvládu nad většinou pobřeží Středozemního moře, což byla součást plánu fašistů v projektu Mare Nostrum („Naše moře“), jehož cílem byla italská nadvláda ve Středomoří. Brzy po zahájení italské invaze provedly řecké jednotky protiútok a velká část jižní Albánie (včetně měst Gjirokastër and Korçë) se ocitla pod řeckou kontrolou. 6. dubna 1941 nacistické Německo započalo s útokem na Řecko (operace Marita), při němž bylo Řecko během dubna dobyto a 30. dubna 1941 Řecko kapitulovalo. Řecké územní zisky na jihu Albánie se vrátily do italských rukou a navíc se pod italskou kontrolou ocitla přibližně polovina Řecka. V dubnu 1941 využila Itálie Albánii i při napadení dalšího rivala, Jugoslávie. Při této akci získala velkou podporu mezi albánskými nacionalisty, kteří chtěli k Albánii připojit Albánci osídlená území v Kosovu a Vardarské Makedonii.
Již v roce 1939, na albánský státní svátek 28. listopadu, probíhaly četné demonstrace proti okupantům. V roce 1940 zahájili někteří albánští nacionalisté ozbrojený odpor proti Italům. V Turecku zformoval dlouholetý bojovník proti Zoguovi, Muslim Peza, Albánskou dobrovolnickou četu, jejímž cílem bylo přejít přes řecké území zpět do Albánie a vést tam ozbrojený boj (což však Řecko nepovolilo).
Po pádu Jugoslávie a Řecka v dubnu 1941 připojili italští fašisté k Albánskému království většinu Albánci osídlených oblastí, které předtím náležely Jugoslávii (okrajové části Černé Hory, malou část jihozápadního Srbska, většinu moderního Kosova, západní část moderní Severní Makedonie) či Řecka. Albánští fašisté v květnu 1941 tvrdili, že téměř všechna Albánci osídlená území byla sloučena s Albánií (viz mapa Archivováno 26. 2. 2009 na Wayback Machine.). Z Řecka byla k Albánskému království připojena menší západní část Epiru, označovaná Albánci jako Čamerie, ale toto již byl jen důsledek rozdělení Řecka mezi Německo a Itálii. Některá menší Albánci osídlená území však i nadále zůstávala mimo Albánii a kontakt s Albánií byl prakticky znemožněn. Silně utlačováni byli Albánci, žijící v regionech, které získalo Bulharsko.
Poté, co se italská armáda v září roku 1943 vzdala, byla Albánie okupována Německem (viz Albánské království (1943–1944)) a záhy v ní vypukla zuřivá partyzánská válka.